# Natsuna Watanabe
Natsuna Watanabe, meglio nota semplicemente come Natsuna (渡辺 夏菜?, Watanabe Natsuna; Saitama, 23 maggio 1989), è un'attrice, doppiatrice ed ex modella giapponese.
Quando si diplomò al liceo decise di concentrare la sua carriera interamente sulla recitazione. Nel 2012 ha ottenuto l'ambito ruolo da protagonista nell'asadora trasmesso dalla NHK intitolato Jun to Ai dopo un'audizione a cui avevano partecipato oltre 2 250 attori.

## Filmografia

### Cinema
- Memories of Matsuko, regia di Tetsuya Nakashima (2006)[3]
- Kimi ni Todoke, regia di Naoto Kumazawa (2010)[4]
- Gantz - L'inizio, regia di Shinsuke Sato (2011)[5]
- Gantz Revolution - Conflitto finale, regia di Shinsuke Sato (2011)[6]
- Kankin Tantei, regia di Takurô Oikawa (2013)[7]
- Tigermask, regia di Ken Ochiai (2013)[8]
- Koi to Onchi no Houteishiki, regia di Shiho Kozai (2014)[9]
- Clover, regia di Takeshi Furusawa (2014)[10]
- Nagashiya Teppei, regia di Hideo Sakaki (2015)[11]
- Kagami no Naka no Egao Tachi, regia di Ichiro Kita (2015)[12]
- Tanuma Ryokan no Kiseki, regia di Hisashi Ide (2015)[13]
- Fullmetal Alchemist, regia di Fumihiko Sori (2017)[14]
- Saki, regia di Yūichi Onuma (2017)
- ReLIFE, regia di Takeshi Furusawa (2017)
- Gintama 2: Rules are Made to be Broken, regia di Yûichi Fukuda (2018)

### Televisione
- Gachi Baka - serie TV, (2006)[15]
- Erai Tokoroni Totsuide Shimatta - miniserie TV, (2007)[16]
- Kodoku no kake - serie TV, (2007)[17]
- Mop Girl - serie TV, (2007)[18]
- Ando Natsu - serie TV, (2008)[19]
- Daimajin Kanon - serie TV, (2010)[20]
- Quartet - serie TV, (2011)[21]
- Okusama wa 18-sai - serie TV, (2011)[22]
- Shima Shima - serie TV, (2011)[23]
- Ore no Sora: Keijihen - serie TV, (2011)[24]
- Miyuki Miyabe 4-shū Renzoku Mystery "Snark Gari" - serie TV, (2012)[25]
- Jun to Ai - serie TV, (2012)[26][27]
- Doubles: Futari no Keiji - miniserie TV, (2013)[28]
- Jun to Ai Special: Fujiko no Kareina Ichinichi - serie TV, (2013)[29]
- Jinsei ga Tokimeku Katazuke no Mahou - serie TV, (2013)[30]
- Yonimo Kimyōna Monogatari: '13 Aki no Tokubetsu Hen "0.03 Frame no Onna" - serie TV, (2013)[31]
- Kamen Teacher - serie TV, (2014)[32]
- Gokuaku Ganbo - serie TV, episodio 1 (2014)[33]
- Last Doctor: Kansatsui Akita no Kenshi Houkoku - serie TV, episodio 1 (2014)[34]
- Ōedo Sōsamō 2015: Onmitsu Dōshin, Aku o Kiru! - serie TV, (2015)[35]
- Meikyū Sousa - serie TV, (2015)[36]
- Hotel Concierge - serie TV, (2015)[37]
- Watashitachi ga Propose Sarenainoniwa, 101 no Riyū ga Atte Dana - serie TV, episodio 3 (2015)[38]
- Specialist - serie TV, (2016)[39]
- Daisy Luck - miniserie TV, (2018)[40]

### Film Tv
- Miracle Voice, regia di Kuranuki Kenjiro (2008)[41]
- Ranma ½, regia di Ryo Nishimura (2011)[42]
- Scoop Yūgun Kisha Kyōichi Fuse, regia di Takeyoshi Yamamoto (2015)[43]

## Libri fotografici
- Natsuna Gantz/K (Shūeisha, 22 April 2011),[44] ISBN 9784087806090
- 727_8766 (Tokyo News Service, 23 May 2013),[45] ISBN 9784863363229
- The Gravure (Shueisha, 27 January 2014),[46] ISBN 9784087807110